# اتحاد سويسرا لكرة القدم
تأسس الاتحاد السويسري لكرة القدم (بالألمانية: Schweizerische Fussballverband) و(بالفرنسية: Association Suisse de Football)‏ في عام 1895م وانضم إلى الإتحاد الدولي لكرة القدم في 1904م وإنضم إلى الاتحاد الأوروبي لكرة القدم في 1954م.

## المنتخبات الوطنية

### رجال
- منتخب سويسرا لكرة القدم
- منتخب سويسرا تحت 23 سنة لكرة القدم
- منتخب سويسرا تحت 21 سنة لكرة القدم
- منتخب سويسرا تحت 20 سنة لكرة القدم
- منتخب سويسرا تحت 19 سنة لكرة القدم
- منتخب سويسرا تحت 18 سنة لكرة القدم
- منتخب سويسرا تحت 17 سنة لكرة القدم
- منتخب سويسرا تحت 16 سنة لكرة القدم
- منتخب سويسرا لكرة القدم الشاطئية
- منتخب سويسرا لكرة الصالات

### نساء
- منتخب سويسرا لكرة القدم للسيدات
- منتخب سويسرا تحت 20 سنة لكرة القدم للسيدات
- منتخب سويسرا تحت 17 سنة لكرة القدم للسيدات
- منتخب سويسرا لكرة القدم الشاطئية للسيدات